# Елфимов, Всеволод Александрович
Всеволод Александрович Елфимов (род. 8 января 1949, Казань) — советский хоккеист, защитник. Заслуженный тренер России и Татарстана.

## Биография
Родители — уроженцы Воронежа, были эвакуированы в Казань во время Великой Отечественной войны вместе с Воронежским авиационным заводом, на базе которого был создан СК им. Урицкого.
Первым тренером Елфимова был Абдул Хакимович Гайнуллин. За СК им. Урицкого играл в юношеском чемпионате СССР 1964/65 и молодёжном чемпионате СССР 1965/66. В составе сборной татарской АССР занял 3 место на хоккейном турнире III зимней Спартакиады народов РСФСР 1966, 10 место на турнире II зимней Спартакиады народов СССР 1966. В сезоне 1966/67 дебютировал за СК им. Урицкого во 2 группе класса «А». Сезоны 1969/70 — 1970/71 отыграл в СКА Куйбышев в рамках прохождения армейской службы, во втором сезоне был капитаном. Вернувшись в Казань, отыграл за клуб восемь сезонов, в 1976 году выйдя в первую лигу. Семь лет был капитаном.
После завершения карьеры игрока окончил Высшую школу тренеров. С 1982 года — тренер в СК им. Урицкого. Перед сезоном 1988/89 был назначен главным тренером команды, которую сразу же вывел в высшую лигу, где проработал два сезона. В 1991 году возглавил клуб «Тан». На рубеже 1992—1993 годов вернулся в тренерский штаб «Итили», вторую половину сезона-1994/95 возглавлял команду. Следующие девять сезонов отработал тренером в «Ак Барсе». Был главным тренером (2005/06 — 25 января 2006) и тренером (2006/07, до 7 февраля) «Нефтехимика» Нижнекамск. В сезонах 2007/08 — 2008/09 — главный тренер второй команды «Ак Барса» из первой лиги чемпионата России. В 2009—2012, 2014—2015 годах — главный тренер казанского «Барса» в МХЛ и ВХЛ.
Затем — старший консультант «Академии хоккея Ак Барс».